# Liste von Zeitungsmuseen
Ein Zeitungsmuseum ist ein Museum, das  auf die Ausstellung von Zeitungen und das Thema Pressegeschichte spezialisiert ist.

## Liste
| Bezeichnung                            | Lage (Stadt, Ortsteil) | Bemerkungen | Bild |
| -------------------------------------- | ---------------------- | --- | ---- |
| Internationales Zeitungsmuseum         | Aachen                 | Gegründet 1896 |      |
| Deutsches Pressemuseum im Ullsteinhaus | Berlin                 | |      |
| Deutsches Pressemuseum Hamburg         | Hamburg                | Museumsinitiative |      |
| Deutsches Zeitungsmuseum               | Wadgassen              | 4000 Exponate zur Pressegeschichte sowie eine umfangreiche Fachbibliothek und ein Archiv.                                                                                     |      |
| Gutenberg-Museum                       | Mainz                  | Die Stiftung Deutsches Zeitungsmuseum (Mainz/Augsburg) unterhält im Gutenberg-Museum eine von der Stiftung geförderte Dauerausstellung in der Abteilung „Zeitungsgeschichte“. |      |
| Persmuseum                             | Amsterdam, Niederlande | |      |
| Newseum                                | Washington, D.C., USA  | Museum zum Thema Journalismus. |      |